# 鬼楼契约
《鬼楼契约》（英語：666 Park Avenue，又译：魔约之宅）是一部由David Wilcox基于Gabriella Pierce的小说创造的美国电视剧，本片于2012年9月30日起在美国广播公司播出。
2012年11月16日，美国广播公司宣布该剧集已被取消，但是会完整播出全部13集。2012年12月21日，美国广播公司将该剧的最后四集播出时间定在了下一年的夏季档。该剧的最后几集首先在西班牙播出，之后又在新西兰和英国播出，这都比美国广播公司的播出时间要早。

## 角色

### 主要角色
- Henry Martin(Dave Annable 饰，香港配音：蘇強文)
- Jane Van Veen(Rachael Taylor 饰，香港配音：鄭麗麗)
- Brian Leonard(Robert Buckley 饰，香港配音：麥皓豐)
- Louise Leonard(Mercedes Masohn 饰，香港配音：曾佩儀)
- Olivia Doran(Vanessa Williams 饰，香港配音：黃玉娟)
- Gavin Doran(Terry O'Quinn 饰，香港配音：譚炳文)
- Alexis Blume(Helena Mattsson 饰，香港配音：黃昕瑜)
- Tony Demeo(Erik Palladino 饰，香港配音：潘文柏)
- Nona Clark(Samantha Logan 饰，香港配音：凌晞)

### 次要角色
- Kandinsky(Misha Kuznetsov 饰，香港配音：朱子聰)
- Detective Hayden Cooper(Teddy Sears 饰)
- Annie Morgan(Aubrey Dollar 饰，香港配音：魏惠娥)
- Dr.Todd Scott Evans(Enrique Murciano 饰，香港配音：黃啟昌)
- Laurel Harris/Sasha Doran(Tessa Thompson 饰，香港配音：何璐怡)
- Victor Shaw(Nick Chinlund 饰，香港配音：黃子敬)

## 系列总览

### 集数
13